# Alòs de Balaguer (ort)
Alòs de Balaguer är en ort i Spanien.   Den ligger i provinsen Província de Lleida och regionen Katalonien, i den nordöstra delen av landet, 400 km öster om huvudstaden Madrid. Alòs de Balaguer ligger 386 meter över havet och antalet invånare är 166.
Terrängen runt Alòs de Balaguer är huvudsakligen kuperad, men åt sydost är den platt. Runt Alòs de Balaguer är det ganska glesbefolkat, med 27 invånare per kvadratkilometer. Närmaste större samhälle är Balaguer, 19,0 km sydväst om Alòs de Balaguer. Trakten runt Alòs de Balaguer består till största delen av jordbruksmark.